# Amanda Tapping
Amanda Tapping (Rochford, 1965. augusztus 28. –) angol származású kanadai színésznő. Az angliai Rochfordban, Essexben született, aztán hároméves korában családjával Ontarióba költöztek. Miután leérettségizett a North Toronto Collegiate Instituteben (1984-es osztály), Amanda (Mandy-ként is ismert) a Windsori Egyetem School of Dramatic Arts részében tanult.

## Pályája
A diploma megszerzése után folytatta színészi tanulmányait, közben számos színdarabban szerepelt. Számos televíziós reklámban jelent meg, változatos szerepeket játszott televízió- és filmprodukciókban, például a Végtelen határokban és az X-aktákban.
Tapping legismertebb szerepe Samantha Carter, az 1997-ben indult Csillagkapu című sci-fi sorozatban.
2004-től Amanda férjével, Alan Kovacs-csal Vancouverben él. Egy lánya van, Olivia B., aki 2005. március 22-én született.
Legújabb tv-sorozata a Sanctuary – Génrejtek, mely először 2007-ben webepizódok formájában került a nagyközönség elé, majd a nagy siker hatására 2008-ban tv-sorozat lett.

## Filmjei
- Idővonal (2017)
- Odaát (2013)
- Árnyékok közt (2009)
- Csillagkapu: Continuum (2008)
- Csillagkapu: Az igazság ládája (2008)
- Sanctuary – Génrejtek (2007–2011)
- Csillagkapu: Atlantisz (2004–2009)
- Breakdown ((2006))
- Földtenger kalandorai (2004)
- Proof Positive (2004–2005)
- Traffic (2004)
- Élet vagy valami hasonló (2002)
- Stuck (2002)
- Telhetetlen űr (2001)
- Száguldó csapda (2000)
- Csillagkapu (1997–2007)
- Potyázók a portyán (1997)
- A donor (1997)
- Rossz döntés (1996)
- Golden Will: The Silken Laumann Story (1996)
- Emlékezés (film) (1996)
- Flash Forward (1996)
- A gyanú árnyékában (1995)
- Vadászat Lisára (1995)
- Net Worth (1995)
- Kölcsöngyerek visszajár (1995)
- Fable a film (2018)

## Díjak, jelölések
Szaturnusz-díj
- 2000 – jelölés Legjobb televíziós mellékszereplő Csillagkapu
- 2001 – jelölés Legjobb televíziós mellékszereplő Csillagkapu
- 2002 – jelölés Legjobb televíziós mellékszereplő Csillagkapu
- 2004 – jelölés Legjobb televíziós mellékszereplő Csillagkapu
- 2005 – nyert Legjobb televíziós mellékszereplő Csillagkapu[5]

Canadian Comedy Award
- 2007 – nyert Legjobb színésznő Breakdown

Gemini-díj
- 2001 – jelölés Legjobb színésznői alakítás főszereplőként drámai sorozatban Csillagkapu

Leo-díj
- 2000 – jelölés Legjobb színésznői alakítás drámai sorozatban Csillagkapu
- 2002 – nyert Legjobb női főszereplő drámai sorozatban Csillagkapu[2]
- 2004 – nyert Legjobb női főszereplő drámai sorozatban Csillagkapu[3]
- 2005 – nyert Legjobb női főszereplő drámai sorozatban Csillagkapu[4]
- 2009 – jelölés Legjobb női főszereplő drámában Csillagkapu: Continuum[9]
- 2009 – nyert Legjobb női főszereplő drámai sorozatban Sanctuary – Génrejtek (epizód: Rekviem (Sanctuary – Génrejtek))[7]

Constellation-díj
- 2010 – jelölés Kiemelkedő kanadai teljesítmény 2009-es sci-fi filmben vagy sorozatban Sanctuary – Génrejtek
- 2010 – jelölés Legjobb női színész 2009-es sci-fi televíziós sorozat epizódjában Veritas (Sanctuary – Génrejtek)